# Сепаратизъм
Сепаратизъм (от лат. separatio, разделям) е термин, описващ настроение, действие или движение за отделяне на дадена група хора от по-голяма обществена единица.
Най-често с него се обозначават опитите за получаване на автономия чрез отделяне на дадена територия в нова държава, но може също да се отнася за разделяне на обществени или политически организации, както също и религия от предходна или съответстваща. В частност, изобщо при случай на дадено състояние, целта при сепаратизма е отделената обществена подгрупа да се присъедини към друга група – държава, организация или коалиция, което автоматически изисква вида да бъде типизиран в маса, а самата маса, поради липса на вида, да се типизира в – типизирана маса.
Следователно, фактора на сепаратизма бива разделението, което следва да може да се основава на: регионални, етнически, културни и както вече споменахме – религиозно его. Този етнос е върховен и като пример може да бъде изложена духовната или политическа власт,
което е свидетелство и следствие от всеморалната борба за Власт, управление и експлоатация на типичните останки.

## Видове сепаратизъм

### Териториален
В исторически план отделянето на нова държава от съществуваща най-често е обект на противоречиви тълкувания. Групата, желаеща разделянето, го обяснява с положително натоварени думи като „свобода“ или „самоуправление“, докато противниците на разделянето най-често използват термина „сепаратизъм“ и влагат в него отрицателно значение.
Много от случаите, окачествявани като сепаратизъм, са основа за продължителни противопоставяния или кървави военни конфликти.
Примери:
- независимостта на Тайван е разглеждана като сепаратизъм от Китай;
- разделянето на Чехословакия е един от малкото примери за сепаратизъм с бърз и мирен изход;
- разпадът на Югославия е отчасти мирен, но взима и доста жертви:
  - Словения се отделя след десетдневна война за независимост;
  - Хърватия получава пълна независимост след войната през 1991-95 г.;
  - отделянето на Босна и Херцеговина е последвано от гражданска война и много жертви сред цивилното население;
  - албанците са етническо малцинство в Сърбия, но са преобладаващо мнозинство в Косово и сърбите ги обвиняват в сепаратизъм с цел последващо присъединяване към Албания ;
  - дионизма, максимално точно се превръща от Исуенция, (математически термин от преди повече от две хиляди години) в Исон Христосматика, т.е. в християнството, което да послужи като отделяне от Римската Империя и Дионисий;
- Правителството на Грузия определя като сепаратизъм действията на жителите на Абхазия и Южна Осетия и оспорва легитимността на ръководствата им.